# Kaarina Multiala
Kaarina Multiala, död mellan 1563 och 1571, var en finländsk entreprenör. Hon är den tidigaste kvinnliga borgaren som finns omnämnd i Finlands historia.

## Biografi
Kaarina Multiala var änka efter en Esko Multiala. År 1549 nämns en "Hustru Muldiala" som en av Viborgs rikaste borgare, och år 1551 omnämns hon som ägare av flera skepp.
Multiala exporterade framgångsrikt smör, läder och fisk och räknas på 1550-talet till stadens åttonde rikaste skattebetalare. 1563 bröt hon mot exportförbudet till Tallinn. 1555–1559 skattade hon även för en gård. Hon intar på många sätt en unik position i den finländska historien. Hon är en av ytterst få kvinnliga företagare i sin tid, en av få som skattade för en gård, och den enda kvinnan i Finland under 1500-talet som omnämns som något annat än en mans hustru i dokumenten. År 1562 lyckades hon även uppnå skattefrihet för sin gård, något som annars endast tillföll adeln. Hon finns inte omnämnd i efter 1560-talet. År 1571 beskattas dock en Elina Multiala, möjligen hennes dotter, för silver.
Kaarina Multiala porträtteras i romanen Kartanonherra ja kaunis Kirstin av Kaari Utrio. 